# Сражение за Табаньяму
Сражение за Табаньяму (Tabanyama) или Бастион-Хилл — сражение между британскими и бурскими войсками во время второй операции по деблокаде Ледисмита, произошедшее 20—21 января 1900 года во время Второй англо-бурской войны.

## Перед сражением
Согласно новому плану командующего британскими силами генерала Буллера по деблокаде Ледисмита, основной удар должен был наноситься по правому флангу буров у горного плато Табаньяма. Генерал Чарльз Уоррен, имея под своим командованием две трети Натальской армии, имел задание пересечь реку Тугела и двигаться на плато Табаньяма, лежащий в 12 милях к юго-западу от Ледисмита. Тем временем Буллер с оставшейся частью войск должен был атаковать центральную позицию буров у Потгейтерс-Дрифт. Преодолев плато за рекой Тугела, две английские колонны должны были соединиться для последующего рывка через открытую равнину на Ледисмит.
Генерал Уоррен, имея под своим командованием 11 000 пехотинцев, 2200 кавалеристов и 36 полевых орудий, потратил большую часть из девяти дней, чтобы добраться до Тричардт-Дрифта на Тугеле, плацдарма для скоординированной атаки. Еще один день был потрачен впустую на переправку через реку орудий и боеприпасов. 19 января Уоррен составил план атаки на следующий день.

## Сражение
На рассвете 20 января два батальона 11-й бригады генерала Эдварда Вудгейта, первыми начавшие наступление, взяли Холм Трех Деревьев и Пикет-Хилл, не встретив сопротивления. Холм Трех Деревьев стал главной позицией полевой артиллерии (тридцать шесть 15-фунтовых полевых орудий), открывшей огонь по Табаньяме.
Буры отступили к траншеям, подготовленным на основном гребне Табаньямы, которые короткими участками тянулись примерно на 6 км. Тактика Луиса Боты, как и в сражении при Коленсо, заключалась в том, чтобы заманить британцев в зону досягаемости выстрела винтовок Маузера, то есть в пределах 2000 метров, а затем открыть огонь на поражение.
Чуть позже два других батальона бригады Вудгейта продвинулись на север от фермы Фэйрвью, отделенной от Холма Трех Деревьев глубоким ущельем, называемым Бэттл-Спрюйт. Как только они появились на плато, то сразу же попали под огонь бурских винтовок и залегли.
Генерал Харт повел свою ирландскую бригаду через залегших людей, поднял их и повел в новую атаку, но ненадолго. Британцы, попав под пулеметный огонь пом-пома буров, снова залегли. Попав под новый обстрел, «ирландцы» свернули вправо, укрывшись в овраге в начале Бэттл-Спрюйта. В середине дня генерал Фрэнсис Клери, командир 2-й дивизии, приказал остановить дальнейшее продвижение.
Единственным успехом наступления в первый день стало занятие без боя Бастион-Хилла, холма лежащего в 1000 м к югу от Табаньямы.
К ночи 20 января англичане все же заняли весь южный гребень Табаньямы, примерно в 10 км с востока на запад. Ими были построены каменные
сангары для укрытия. Буры всю ночь освещали плато магниевыми снарядами, ожидая ночной атаки.
Перед рассветом 21 января полковнику Уолтеру Китченеру (младшему брату генерала Г. Китченера) было приказано тремя батальонами взять Платкоп, западную часть Табаньямы. Атака, предпринятая по абсолютно открытой местности, вначале успешная (была захвачена промежуточная позиция) закончилась неудачей. Пехотинцы, одни ближе к позициям буров, другие дальше, залегли, попав под шквальный обстрел буров. В полдень, чтобы возобновить атаку, были переброшены ближе две батареи, которые вступили в бой, но шрапнель 15-фунтовых орудий не могла выбить буров с хорошо оборудованных позиций на главном хребте.
Около 18:30 начало темнеть, и британские солдаты, пролежавшие весь день на плато, отступили, обстреливаемые бурами с Платкопа, потеряв за два дня 106 человек убитыми и 528 ранеными.

## Результаты
Буллер пригрозил отменить всю операцию, если Уоррен не выполнит то, что ему приказали. Уоррен предложил альтернативный план атаки на холмы правее. В ночь на 23 января около десятой части сил Уоррена, 1700 человек, были отправлены на восхождение на Спион-Коп. Британцы надеялись, что преимущество в высоте позволит выйти из операционного тупика, но новая атака привела к катастрофе.